# Aurel Manga
Aurel Manga (Parigi, 24 luglio 1992) è un ostacolista francese.

## Palmarès
| Anno | Manifestazione   | Sede       | Evento      | Risultato  | Prestazione | Note |
| ---- | ---------------- | ---------- | ----------- | ---------- | ----------- | ---- |
| 2013 | Europei under 23 | Tampere    | 100 m piani | Semifinale | 10"57       |      |
| 2013 | Europei under 23 | Tampere    | 4×100 m     | 6º         | 39"46       |      |
| 2016 | Europei          | Amsterdam  | 110 m hs    | 6º         | 13"47       |      |
| 2017 | Europei indoor   | Belgrado   | 60 m hs     | 5º         | 7"58        |      |
| 2017 | Mondiali         | Londra     | 110 m hs    | Batteria   | 13"57       |      |
| 2018 | Mondiali indoor  | Birmingham | 60 m hs     | Bronzo     | 7"54        |      |
| 2018 | Europei          | Berlino    | 110 m hs    | 7º         | 13"51       |      |
| 2019 | Europei indoor   | Glasgow    | 60 m hs     | Bronzo     | 7"63        |      |
| 2021 | Europei indoor   | Toruń      | 60 m hs     | 5º         | 7"63        |      |
| 2021 | Giochi olimpici  | Tokyo      | 110 m hs    | 8º         | 13"38       |      |
| 2022 | Europei          | Monaco     | 110 m hs    | Semifinale | 13"70       |      |

## Campionati nazionali
- 1 volta campione francese dei 110 m ostacoli (2017)
- 1 volta campione francese indoor dei 60 m ostacoli (2018)